# Itapebi
Itapebi är en kommun i Brasilien.   Den ligger i delstaten Bahia, i den östra delen av landet, 900 km öster om huvudstaden Brasília. Antalet invånare är 10 497.
Omgivningarna runt Itapebi är en mosaik av jordbruksmark och naturlig växtlighet. Runt Itapebi är det glesbefolkat, med 15 invånare per kvadratkilometer.